# Levander Berg
Levander Berg (* 1963 in Saalfeld/Saale) ist ein deutscher Autor.

## Leben
Der in Berlin lebende Levander Berg arbeitet seit 1996 als freier Sachbuchautor. Daneben ist er als Werbetexter und Dozent tätig. 2014 erschien mit Teufels Spielplatz sein erstes, vom Deutschlandfunk produziertes Hörspiel.

## Hörspiele
- 2014: Teufels Spielplatz – Regie: Wolfgang Rindfleisch, mit Jürgen Holtz, Bernhard Schütz, Udo Kroschwald,  Thorsten Merten, Kathrin Angerer, Peter Jordan, Frauke Poolman, Stefan Kaminski u. a.